# Connie Nielsen
Pour les articles homonymes, voir Nielsen.
Connie Nielsen, née le 3 juillet 1965 à Elling, Frederikshavn, est une actrice danoise.
Révélée au monde entier en 2000 par son interprétation de Lucilla dans le péplum de Ridley Scott Gladiator, elle incarne aussi un rôle de femme de pouvoir trouble et très complexe en interprétant Meredith Kane dans la série politique Boss, entre 2011 et 2012.

## Biographie

### Jeunesse et révélation
Née et élevée au Danemark, elle a commencé sa carrière d'actrice aux côtés de sa mère sur des scènes locales de variété. À 18 ans, elle se rend à Paris où elle est mannequin. Simultanément à cette carrière, elle suit des classes d'art dramatique et de théâtre en Italie, à Rome et à Milan. En plus de ses talents d'actrice, elle est chanteuse, danseuse et maîtrise l'anglais, l'allemand, le danois, le suédois, le français et l'italien. Elle réside à New York.
Elle fait ses débuts hollywoodiens en 1997 dans le thriller L'Associé du diable, sous la direction de Taylor Hackford, aux côtés d'Al Pacino et Keanu Reeves.
Elle poursuit  l'année suivante avec un second rôle dans le drame indépendant Permanent Midnight, écrit et réalisé par David Veloz, et mené par Ben Stiller et Elizabeth Hurley ; puis en faisant partie de la distribution de l'acclamé Rushmore second long-métrage de Wes Anderson ; et enfin en tenant le premier rôle féminin du film d'action de série B, Soldier, avec Kurt Russell dans le rôle-titre.
L'année 2000 est celle de la révélation, où elle enchaîne les premiers rôles féminins. Après avoir mené avec Jean-Hugues Anglade la co-production franco-américaine Dark Summer, de Gregory Marquette, elle enchaîne les collaborations avec deux cinéastes américains reconnus : d'abord le thriller de science-fiction Mission to Mars, de Brian De Palma, et surtout le péplum Gladiator, de Ridley Scott, où elle fait face au tandem Joaquin Phoenix / Russell Crowe.

### Confirmation difficile (années 2000)

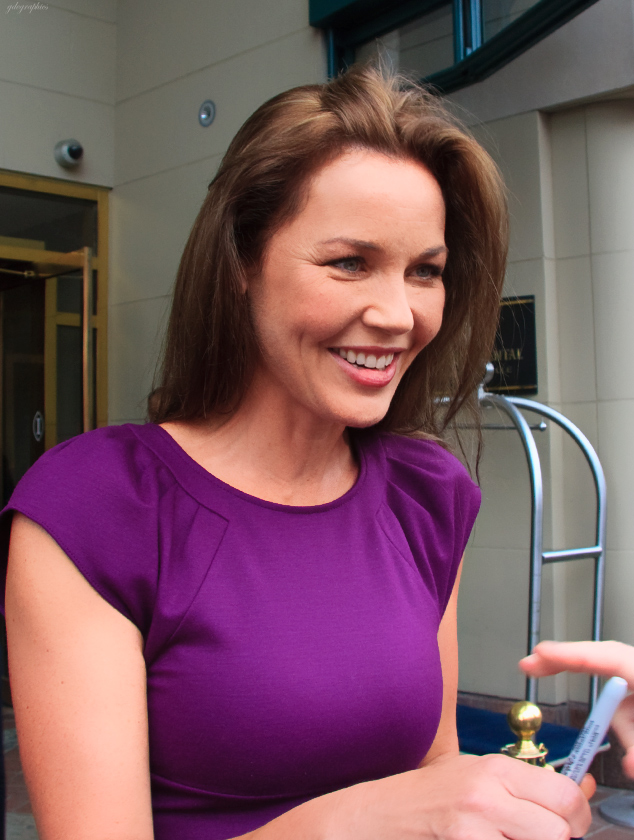
L'actrice au TIFF 2009 pour A Shine of Rainbows.

En 2002, elle confirme dans des personnages de femmes complexes et troublées : d'abord en donnant la réplique à Robin Williams, tête d'affiche du thriller psychologique Photo Obsession, premier long-métrage de Mark Romanek ; puis en revenant en France pour mener le thriller néo-noir Demonlover, écrit et réalisé par Olivier Assayas.
L'année 2003 lui permet de prêter ses traits à des femmes d'action, sous la direction de maîtres du genre : d'abord une militaire dans le thriller d'action  Basic, dernière réalisation de l'acclamé John McTiernan ; puis en faisant face à Tommy Lee Jones et Benicio del Toro pour le thriller Traqué, de William Friedkin.
En 2004, elle est au centre de l'acclamé drame danois Brothers, écrit et réalisé par Susanne Bier. Son dernier grand succès critique. Son drame américain Return to Sender, de Bille August, est un échec commercial, et se voit rebaptisé Convicted pour son exploitation en vidéo.
En 2005, elle revient à l'action pour le film de guerre Le Grand Raid, de John Dahl ; et s'essaye à la comédie pour Faux Amis d'Harold Ramis. Deux films qui passent inaperçus.
En 2006, elle passe donc à un registre indépendant pour le drame La Situation, réalisé par Philip Haas, entourée de Damian Lewis, John Slattery, et Tom McCarthy. Et tente la télévision, en interprétant une inspecteur dans six épisodes de la huitième saison de la très suivie série policière New York, unité spéciale.
Ses projets cinématographiques suivants sont moins exposés - le thriller choral Bataille à Seattle, première réalisation de Stuart Townsend en 2008, et le drame familial A Shine of Rainbows en 2009, le thriller danois Kidnappet, écrit et réalisé par Vibeke Muasya en 2010, et enfin un second rôle dans le drame britannique Perfect Sense, de David Mackenzie.
En décembre 2010, elle fait partie du jury de la seconde édition du Festival de Cinéma Européen des Arcs, présidé par Thomas Vinterberg.

### Retour télévisuel (années 2010)

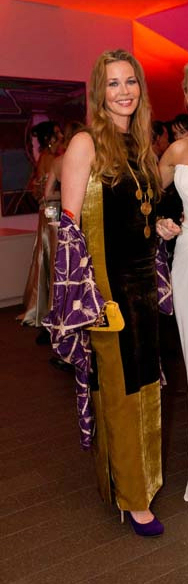
L'actrice en septembre 2011.

C'est à la télévision qu'elle fait un retour remarqué au premier plan, en tenant le premier rôle féminin de la série politique Boss, où elle joue l'épouse du rôle-titre, interprété par Kelsey Grammer. Le programme est très bien reçu par la critique, mais ne connait que deux saisons, diffusées entre 2011 et 2012.
En 2013, elle fait partie de la large distribution du thriller Nymphomaniac, de Lars von Trier, et participe au film d'action franco-américain 3 Days to Kill, de McG. Elle tient aussi un second rôle dans le drame  Un berceau sans bébé, de Sean Hanish (en).
En 2014, elle revient donc aux séries télévisées : elle tient le premier rôle féminin de la seconde saison de la série thriller The Following, face à Kevin Bacon ; puis incarne un personnage récurrent de la sixième saison de l'acclamée série judiciaire The Good Wife. La même année, son rôle au cinéma dans la comédie dramatique All Relative passe inaperçu.
Lors du Festival international du film de Locarno 2014, elle est cependant membre du jury des longs-métrages.
En 2015, elle fait face à Nicolas Cage pour le drame The Runner, écrit et réalisé par Austin Stark, et finit par retourner en Europe pour ses projets suivants : le drame britannique  Ali and Nino d'Asif Kapadia, le thriller d'action Stratton: First into Action de Simon West et le thriller italien Les Confessions, écrit et réalisé par Roberto Andò, sorti en 2016.
En 2017, elle revient enfin au premier plan, en étant au casting de l'attendu blockbuster Wonder Woman de l'univers cinématographique DC, réalisé par Patty Jenkins. Elle y interprète la mère de l’héroïne, incarnée par Gal Gadot.
Lors du 72e Festival de Berlin, en février 2022, elle fait partie du jury international présidé par le réalisateur M. Night Shyamalan, qui attribue l'Ours d'or.
Elle reprend en 2024 le rôle de Lucilla dans Gladiator 2, réalisé par Ridley Scott comme le premier film sorti en 2000.

## Vie privée
Elle a deux fils : Sebastian, né en 1991, avec l'acteur italien Fabio Sartor et Bryce Thadeus, né le 21 mai 2007, avec Lars Ulrich, le batteur du groupe Metallica.

## Filmographie

### Cinéma
- 1984 : Par où t'es rentré ? On t'a pas vu sortir de Philippe Clair : Eva
- 1991 : Vacanze di Natale '91 d'Enrico Oldoini : Brunilde / Vanessa
- 1997 : L'Associé du diable (The Devil's Advocate) de Taylor Hackford : Christabella Andreoli
- 1998 : Rushmore de Wes Anderson : Mlle Calloway
- 1998 : Soldier de Paul W.S. Anderson : Sandra
- 1998 : Permanent Midnight de David Veloz : Dagmar
- 2000 : Gladiator de Ridley Scott : Lucilla
- 2000 : Dark Summer de Gregory Marquette : Megan Denright
- 2000 : Mission to Mars de Brian De Palma : Terri Fisher
- 2002 : Photo Obsession (One Hour Photo) de Mark Romanek : Nina Yorkin
- 2002 : Demonlover d'Olivier Assayas : Diane de Monx
- 2003 : Traqué (The Hunted) de William Friedkin : Abby Durrell
- 2003 : Basic de John McTiernan : Julia Osborne
- 2004 : Brothers (Brødre) de Susanne Bier : Sarah
- 2004 : Return to Sender de Bille August : Charlotte Cory
- 2005 : Le Grand Raid (The Great Raid) de John Dahl : Margaret Utinsky
- 2005 : Faux Amis (The Ice Harvest) d'Harold Ramis : Renata
- 2006 : La Situation (The Situation) de Philip Haas : Anna Molyneux
- 2008 : Bataille à Seattle (Battle in Seattle) de Stuart Townsend : Jean
- 2009 : A Shine of Rainbows de Vic Sarin : Maire
- 2010 : Kidnappet de Vibeke Muasya : Susanne
- 2011 : Perfect Sense de David Mackenzie : Jenny
- 2013 : Nymphomaniac de Lars von Trier : La mère de Joe
- 2014 : 3 Days to Kill de McG : Christine Renner
- 2014 : Un berceau sans bébé (Return to Zero) de Sean Hanish : Dr Claire Holden
- 2014 : The Runner d'Austin Stark : Deborah Pryce
- 2014 : All Relative de J.C. Khoury : Maren
- 2016 : Ali and Nino d'Asif Kapadia : Duchesse Kipiani
- 2016 : Music, War and Love de Martha Coolidge : Lena
- 2016 : Løvekvinnen de Vibeke Idsøe : Mme Grjothornet
- 2017 : Les Confessions (Le confessioni) de Roberto Andò : Claire Seth
- 2017 : Stratton de Simon West : Sumner
- 2017 : Wonder Woman de Patty Jenkins : Reine Hippolyte
- 2017 : Justice League de Zack Snyder : Reine Hippolyte
- 2017 : The 11th de Xavier Nemo : Katrine Firth
- 2018 : The Catcher Was a Spy de Ben Lewin : Koranda
- 2019 : Sea Fever de Neasa Hardiman : Freya
- 2020 : Bloodline (Inheritance) de Vaughn Stein : Catherine Monroe
- 2020 : Wonder Woman 1984 de Patty Jenkins : Reine Hippolyte
- 2021 : Nobody d'Ilya Naishuller : Becca Mansell
- 2021 : Zack Snyder's Justice League : Reine Hippolyte
- 2022 : A Week in Paradise de Philippe Martinez : Fiona
- 2023 : Origin d'Ava DuVernay : Sabine
- 2023 : Ocean Deep de Liza Bolton : Mara
- 2023 : Role Play de Thomas Vincent : Gwen Carver
- 2024 : Gladiator 2 de Ridley Scott : Lucilla
- 2025 : Nobody 2 de Timo Tjahjanto : Becca Mansell

### Télévision

#### Séries télévisées
- 1988 : Colletti bianchi : Marilù
- 1994 : Au cœur d'Okavango (Okavango: The Wild Frontier) : Lena
- 2006 : New York, unité spéciale (Law and Order: Special Victims Unit) : Détective Dani Beck (saison 8, épisodes 2, 3, 4, 5, 7 et 8)
- 2011 - 2012 : Boss : Meredith Kane
- 2014 : Following (The Following) : Lily Gray
- 2014 - 2015 : The Good Wife : Ramona Lytton
- 2018 : FBI : Ellen Solberg
- 2018 : Liberty : Katrina
- 2019 : I Am the Night : Corinna Hodel
- 2021 : Close to Me : Jo Harding
- 2022 : The Dreamer - Becoming Karen Blixen (Drømmeren - Karen Blixen bliver til) : Karen Blixen

#### Téléfilms
- 1993 : Le Paradis absolument de Patrick Volson : Sarah
- 1993 : Péril en Mer du Sud (Voyage) de John Mackenzie : Ronnie Freeland

## Voix francophones
En France, Françoise Cadol et Marjorie Frantz  sont les voix françaises les plus régulières en alternance de 
Connie Nielsen.
Anneliese Fromont  l'a également doublée à trois reprises.
Au Québec, Valérie Gagné est la voix québécoise régulière de l'actrice.